# معاهدة لشبونة 1991
معاهدة لشبونة 1991 (بالإنجليزية: Lisbon Protocol)‏ هي معاهدة الحد من الأسلحة الاستراتيجية عام 1991  كان بروتوكول لشبونة عبارة عن اتفاق ممثلون عن روسيا وروسيا البيضاء وأوكرانيا وكازاخستان أن جميع الأسلحة النووية في الاتحاد السوفيتي السابق على أرض تلك الدول الأربع سوف يتم تدميرها أو تحويلها إلى السيطرة الروسية. اتفقت جميع الدول الأربع للانضمام إلى معاهدة عدم انتشار الأسلحة النووية، مع روسيا خلفا للاتحاد السوفيتي كدولة نووية، وغيرها من الدول الثلاث هي دول غير نووية. تم التوقيع على البروتوكول في لشبونة، البرتغال، في 23 مايو 1992.

## الأسباب
عندما تفكك الاتحاد السوفيتي في ديسمبر كانون الاول عام 1991، كان واحدا من القضايا الهامة ما مصير أسلحتها النووية. المتواجد معظمهم على أراضي روسيا، الدولة الوريثة المعترف بها للاتحاد السوفيتي،  ولكن كان بعضها في أراضي روسيا البيضاء وأوكرانيا وكازاخستان. في يوليو 1991، الاتحاد السوفيتي يوقع على معاهدة ستارت لنزع السلاح النووي. روسيا، كدولة وريثة لن تكون قادرة على الوفاء بشروط المعاهدة الا إذا كانت كل من الدول الأخرى التي تمتلك الأسلحة النووية السوفيتية دمرت تلك الأسلحة أو نقلت السيطرة عليها إلى السلطات الروسية. الولايات المتحدة وروسيا طبقت الضغط الدبلوماسي على الدول النووية التي خلفت الاتحاد السوفيتي الثلاثة الأخرى للتوافق على إزالة ترساناتها أو نقلها إلى السيطرة الروسية.

## التنفيذ
على الرغم من روسيا البيضاء وأوكرانيا وكازاخستان وقعت على بروتوكول في مايو 1992، كانت كل دولة قد صادقت على البروتوكول. في روسيا البيضاء وأوكرانيا، كانت هناك بعض المقاومة لالتخلي عن الأسلحة النووية. ومع ذلك، في 5 كانون الأول، 1994، تبادل جميع الموقعين على بروتوكول لشبونة وثائق التصديق. في هذا الوقت، كانت روسيا أيضا قادرة على التصديق على معاهدة ستارت كدولة وريثة للاتحاد السوفيتي.

وكانت حكومة كازاخستان أكثر اهتماما بالتركيز على التنمية في البلاد بدلا من التركيز على الحفاظ على ترسانة نووية. في مقابل ضمانات أمنية، والمساعدات العسكرية، والمساعدات المالية والتعويض من الولايات المتحدة وروسيا، كازاخستان استسلمت جميع الأسلحة النووية إلى روسيا بحلول شهر مايو 1995. قاوم كل من روسيا البيضاء وأوكرانيا التنفيذ الكامل للبروتوكول خلال 1990، الذين يرغبون في الإبقاء على قوة الردع النووية أو ورقة مساومة دبلوماسية. ومع ذلك، كان روسيا البيضاء اقتصاديا تعتمد على روسيا في نهاية المطاف نفذت وموافقت على نقل جميع الأسلحة النووية إلى روسيا. مثل كازاخستان وأوكرانيا وافقت في النهاية على التخلي عن الأسلحة النووية في مقابل ضمانات أمنية، والمساعدات العسكرية والمساعدات المالية، وتعويض من الولايات المتحدة وروسيا. كان تنفيذ بروتوكول لشبونة الكامل عند كل بيلاروس وأوكرانيا قد سلموا أسلحتهم النووية لروسيا بحلول نهاية عام 1996.